# Lyaud
Lyaud es una comuna y población de Francia, en la región de Ródano-Alpes, departamento de Alta Saboya, en el distrito de Thonon-les-Bains y cantón de Thonon-les-Bains-Est.
Su población en el censo de 1999 era de 1.043 habitantes.
Está integrada en la Communauté de communes des Collines du Léman .